# Axel Kristiansson
Nils Axel Kristiansson i riksdagen kallad Kristiansson i Harplinge, född 28 oktober 1914 i Harplinge, död 5 juni 1999 i Harplinge, var en svensk lantbrukare och centerpartistisk politiker.
Kristiansson var landstingsledamot 1951–1973 och kommunalpolitiker. Han var ledamot av riksdagens första kammare 1964–1970, invald i Kronobergs läns och Hallands läns valkrets, samt riksdagsledamot 1971–1978, invald i Hallands läns valkrets.